# شبکه متحرک اقتضایی
شبکه متحرک اقتضایی سیستمی خودمختار است از نودهای متحرک که به صورت بی‌سیم به یکدیگر متصل هستند و هر نود برای دیگر نودها به عنوان یک نود انتهایی یا یک مسیریاب عمل می‌کند
یک MANET می‌تواند به تنهایی کار کند یا به یک شبکه بزرگتر متصل شود این شبکه کاربردهای بسیار زیادی در زمینه‌های مختلفی دارد، از جمله در کنترل بلا یای طبیعی، عملیات‌های نظامی و جنگ‌ها، ارتباط قایق‌ها بر روی آب، شبکه کردن وسایل نقلیه. علاوه بر شرایط خاص، این شبکه می‌تواند باعث ایجاد کیفیت بهتر در جاهای دیگر نیز بشود. برای مثال می‌توان گروهی از افراد را همراه با لپ‌تاپ در یک ملاقات تجاری در نظر گرفت که هیچ گونه سرویس شبکه‌ای وجود ندارد. آن‌ها می‌توانند به آسانی سیستم‌های خود را با ایجاد یک شبکه متحرک اقتضایی، شبکه کنند شبکه‌های متحرک اقتضایی نسبت به شبکه‌های بی‌سیم سنتی مزایایی دارند که شامل سادگی توسعه این شبکه‌ها، سرعت توسعه آن‌ها و وابسته نبودن به هیچ ساختار ثابتی است.
اما ویژگی‌های خاص این شبکه چالش‌های متفاوتی را نیز فراهم می‌کنند که از آن جمله پویایی توپولوژی شبکه، مسیریابی، دشواری ارائه کیفیت سرویس، مصرف توان زیاد و امنیت هستند. براساس ذات پویای شبکه متحرک اقتضایی این شبکه از تغییرات مداوم ساختار رنج می‌برد. ساختار این شبکه می‌تواند به صورت سریع و غیرقابل پیش‌بینی تغییر کند و نحوه اتصالات در طول زمان متفاوت شود؛ بنابراین شبکه متحرک اقتضایی باید بتواند خود را با شرایط ترافیک و انتشار و الگوهای تحرک نودهای متحرک وفق دهد. اضافه بر این در این شبکه‌ها به یک مکانیسم مسیریابی کارا احتیاج است تا انتقال مناسبی را در طول شبکه ایجاد کند. از آنجایی که ساختار این شبکه مرتباً در حال تغییر است، موضوع مسیریابی بسته‌ها بین هر جفت نود در MANET یک چالش است.
کیفیت سرویس به توانایی شبکه در فراهم کردن سرویس قابل اعتمادتری به ترافیک انتخاب شده‌ای از شبکه بر می‌گردد. فراهم کردن لایه‌هایی از کیفیت سرویس در یک محیط پویا یک چالش دیگر این شبکه‌ها است.
در بیشتر ترمینال‌های متحرک سبک وزن، توابع مربوط به ارتباط باید طوری بهینه شوند که در مصرف برق صرفه جویی شود.
شبکه‌های بی‌سیم اقتضایی چالش دیگری را نیز در طراحی سیستم کارای مصرف برق دارند. به دلیل نبود یک ساختار ثابت، هر نود در این شبکه می‌تواند به عنوان یک مسیریاب نیز عمل کند. برای اینکه یک MANET بتواند به خوبی کار کند باید بتوان بار ترافیکی را طوری در بین نودها متعادل نمود که نودهای با محدودیت مصرف برق بتوانند در زمانی که ترافیک از طریق نودهای دیگر در حال مسیریابی است در حالت خواب و مصرف کمتر قرار گیرند.
و اما یکی از مهم‌ترین نکات در این شبکه فراهم کردن ارتباطی امن بین نودهای میزبان است. خصوصیات خاص شبکه‌های متحرک اقتضایی مانند معماری باز شبکه، رسانه بی‌سیم مشترک، سیستم توزیع شده و ساختار پویا چالش‌های مختلفی را برای ایجاد امنیت به وجود آورده‌اند، به طوریکه نیاز به توسعه راه حل‌های امنیتی که منجر به حفاظت بیشتر و کارایی دلخواه شبکه می‌شود را بیشتر کرده‌است. کانال بی‌سیم در MANET هم توسط کاربران قانونی قابل دسترس است و هم مهاجمان مغرض. در نتیجه مسئله امنیت برای این شبکه‌ها، خصوصاً برای کاربردهایی که حساس به امنیت هستند، بسیار مهم است.